# Duroia bolivarensis
Duroia bolivarensis är en måreväxtart som beskrevs av Julian Alfred Steyermark. Duroia bolivarensis ingår i släktet Duroia och familjen måreväxter. Inga underarter finns listade i Catalogue of Life.